# Campionati mondiali di nuoto in vasca corta 2010 - 400 metri stile libero femminili
Le qualifiche per la finale si sono svolte la mattina del 17 dicembre 2010, mentre la finale si è svolta la sera dello stesso giorno.

## Medaglie
| Posizione | Atleta              | Paese       |
| --------- | ------------------- | ----------- |
| Oro       | Kathryn Hoff        | Stati Uniti |
| Argento   | Kylie Palmer        | Australia   |
| Bronzo    | Federica Pellegrini | Italia      |

## Record
Prima della manifestazione il record del mondo (RM) e il record dei campionati (RC) erano i seguenti:
| Record mondiale       | 3:54.92 | Joanne Jackson Regno Unito | 8 agosto 2009 Leeds, Regno Unito       |
| Record dei campionati | 3:59.23 | Kylie Palmer Australia     | 11 aprile 2008 Manchester, Regno Unito |

Durante la competizione sono stati migliorati i seguenti record:
| Data             | Evento | Atleta       | Nazione     | Tempo   | Record                |
| ---------------- | ------ | ------------ | ----------- | ------- | --------------------- |
| 17 dicembre 2010 | Finale | Kathryn Hoff | Stati Uniti | 3:57.07 | Record dei campionati |

## Risultati batterie
| Pos. | Atleta                        | Nazionalità                   | Tempo       | Batteria    | Corsia      | Note        |
| ---- | ----------------------------- | ----------------------------- | ----------- | ----------- | ----------- | ----------- |
| 1    | Kathryn Hoff                  | Stati Uniti                   | 4:00.37     | 6           | 3           |             |
| 2    | Coralie Balmy                 | Francia                       | 4:00.73     | 6           | 4           |             |
| 3    | Kylie Palmer                  | Australia                     | 4:01.45     | 4           | 4           |             |
| 4    | Federica Pellegrini           | Italia                        | 4:02.44     | 5           | 6           |             |
| 5    | Chloe Sutton                  | Stati Uniti                   | 4:02.77     | 5           | 5           |             |
| 6    | Patricia Castro Ortega        | Spagna                        | 4:02.85     | 4           | 6           |             |
| 7    | Erika Villaécija              | Spagna                        | 4:04.88     | 6           | 6           |             |
| 8    | Xuanxu Li                     | Cina                          | 4:05.25     | 1           | 1           |             |
| 9    | Elena Sokolova                | Russia                        | 4:05.69     | 6           | 2           |             |
| 10   | Nina Rangelova                | Bulgaria                      | 4:06.00     | 3           | 2           |             |
| 11   | Ophélie-Cyrielle Étienne      | Francia                       | 4:06.22     | 6           | 5           |             |
| 12   | Lotte Friis                   | Danimarca                     | 4:06.24     | 5           | 4           |             |
| 13   | Kristel Köbrich               | Cile                          | 4:06.28     | 4           | 2           |             |
| 14   | Veronika Popova               | Russia                        | 4:06.39     | 5           | 2           |             |
| 15   | Hannah Miley                  | Regno Unito                   | 4:07.17     | 3           | 5           |             |
| 16   | Katie Goldman                 | Australia                     | 4:07.72     | 5           | 3           |             |
| 17   | Leone Vorster                 | Sudafrica                     | 4:08.33     | 6           | 8           |             |
| 18   | Nina Cesar                    | Slovenia                      | 4:08.61     | 6           | 7           |             |
| 19   | Cecilia Biagioli              | Argentina                     | 4:09.29     | 4           | 7           |             |
| 20   | Maiko Fujino                  | Giappone                      | 4:09.40     | 3           | 3           |             |
| 21   | Barbora Zavadova              | Rep. Ceca                     | 4:09.46     | 4           | 1           |             |
| 22   | Andreína Pinto                | Venezuela                     | 4:10.69     | 3           | 4           |             |
| 23   | Tjaša Oder                    | Slovenia                      | 4:11.39     | 6           | 1           |             |
| 24   | Cecilie Waage Johannessen     | Norvegia                      | 4:12.07     | 5           | 1           |             |
| 25   | Katarina Filova               | Slovacchia                    | 4:14.69     | 4           | 8           |             |
| 26   | Samantha Arevalo Salinas      | Ecuador                       | 4:15.47     | 2           | 6           |             |
| 27   | Alexandra Gabor               | Canada                        | 4:15.67     | 5           | 8           |             |
| 28   | Elin Sofia Slaatmo            | Norvegia                      | 4:15.86     | 3           | 7           |             |
| 29   | ShengYo Ting                  | Taipei cinese                 | 4:16.22     | 3           | 6           |             |
| 30   | Julia Hassler                 | Liechtenstein                 | 4:16.28     | 2           | 4           |             |
| 31   | Alexia Pamela Benitez Quijada | El Salvador                   | 4:16.37     | 3           | 8           |             |
| 32   | Andrea Cedrón                 | Perù                          | 4:17.27     | 2           | 5           |             |
| 33   | Daniela Kaori Miyahara        | Perù                          | 4:17.48     | 2           | 3           |             |
| 34   | Simona Marinova               | Macedonia                     | 4:20.07     | 3           | 1           |             |
| 35   | Malia Mghezzi Bekhouche       | Algeria                       | 4:21.74     | 2           | 7           |             |
| 36   | Victoria Isabelle Ho          | Giamaica                      | 4:27.08     | 2           | 2           |             |
| 37   | Shannon Austin                | Seychelles                    | 4:33.84     | 2           | 1           |             |
| 38   | Davina Mangion                | Malta                         | 4:39.21     | 1           | 4           |             |
| 39   | Olivia Planteau De Maroussem  | Mauritius                     | 4:45.83     | 2           | 8           |             |
| 40   | Estellah Fils Rabetsara       | Madagascar                    | 4:49.24     | 1           | 6           |             |
| 41   | Britany Van Lange             | Guyana                        | 4:53.20     | 1           | 2           |             |
| 42   | Tieri Erasito                 | Figi                          | 4:55.28     | 1           | 5           |             |
| 43   | Anum Bandey                   | Pakistan                      | 4:55.96     | 1           | 3           |             |
| 44   | Grace Kimball                 | Isole Marianne Settentrionali | 5:10.29     | 1           | 7           |             |
|      | Ágnes Mutina                  | Ungheria                      | non partita | non partita | non partita | non partita |
|      | Jing Liu                      | Cina                          | non partita | non partita | non partita | non partita |
|      | Chiara Masini Luccetti        | Italia                        | non partita | non partita | non partita | non partita |

## Finale
| Pos. | Atleta                 | Nazionalità | Tempo   | Corsia | Note                  |
| ---- | ---------------------- | ----------- | ------- | ------ | --------------------- |
|      | Kathryn Hoff           | Stati Uniti | 3:57.07 | 4      | Record dei campionati |
|      | Kylie Palmer           | Australia   | 3:58.39 | 3      |                       |
|      | Federica Pellegrini    | Italia      | 3:59.52 | 6      |                       |
| 4    | Chloe Sutton           | Stati Uniti | 4:00.05 | 2      |                       |
| 5    | Coralie Balmy          | Francia     | 4:00.14 | 5      |                       |
| 6    | Xuanxu Li              | Cina        | 4:02.38 | 8      |                       |
| 7    | Erika Villaécija       | Spagna      | 4:02.69 | 1      |                       |
| 8    | Patricia Castro Ortega | Spagna      | 4:04.85 | 7      |                       |